# Goldfinger (band)

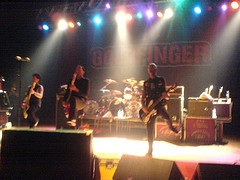
Goldfinger in 2006

Goldfinger is een skapunkband die sinds 1994 bestaat. Over het algemeen wordt aangenomen dat de band vernoemd is naar de James Bondfilm, Goldfinger. 
De band bestaat uit John Feldmann die zingt en gitaar speelt, Simon Williams die bas speelt, Darrin Pfeiffer op de drum en Charlie Paulson die eveneens gitaar speelt. De band debuteerde in 1996 met het album Goldfinger. De band heeft verder onder andere The Kids Are Alright van The Who en 99 Luftballons van Nena, onder de titel 99 Red Balloons gecoverd. 

## Discografie
| Releasedatum       | Titel                                 | Label                      |
| ------------------ | ------------------------------------- | -------------------------- |
| 27 februari, 1996  | Goldfinger                            | Universal Records          |
| 23 september, 1997 | Hang-Ups                              | Universal Records          |
| 9 november, 1999   | Darrin's Coconut Ass: Live from Omaha | Universal Records          |
| 28 maart, 2000     | Stomping Ground                       | Mojo Records               |
| 2001               | Foot in Mouth: Live                   | Mojo Records               |
| 7 mei, 2002        | Open Your Eyes                        | Mojo Records, Jive Records |
| 23 maart, 2004     | Live at the House of Blues            | Kung Fu Records            |
| 15 februari, 2005  | Disconnection Notice                  | Maverick Records           |
| 19 april, 2005     | The Best Of Goldfinger                | Mojo Records, Jive Records |
| 22 april, 2008     | Hello Destiny                         | SideOneDummy Records       |
| 21 juli, 2017      | The Knife                             | Rise Records               |
| 4 december, 2020   | Never look back                       | Big Noise                  |